# Championnat d'Europe féminin de basket-ball des moins de 18 ans 2008
Cet article traite de l'épreuve féminine. Pour la compétition masculine, voir Championnat d'Europe masculin de basket-ball des 18 ans et moins 2008.
Navigation
Serbie 2007 Suède 2009
Le championnat d'Europe féminin de basket-ball des 18 ans et moins 2008 est la 24e édition de la compétition. Seize équipes nationales participent à la compétition qui se déroule dans la ville de Nitra en Slovaquie du 18 au 27 juillet 2008.

## Équipes participantes
- Biélorussie
- Bulgarie
- Croatie
- Espagne
- France
- Italie
- Lituanie
- Pologne
- République tchèque
- Roumanie
- Russie
- Serbie
- Slovaquie
- Suède
- Turquie
- Ukraine

## Rencontres

### Phase de groupes
Dans ce 1er tour, les 16 équipes sont réparties dans quatre groupes de quatre. Les trois premiers de chaque groupe accèdent au 2e tour. Le dernier de chaque groupe est reversé dans le groupe de classement.

#### Premier tour

##### Groupe A
| Rang | Équipe             | Pts | J | G | P | Pp  | Pc  | Diff |  | Résultats (dom.\ext.) |   |       |       |        |
| ---- | ------------------ | --- | - | - | - | --- | --- | ---- |  | --------------------- | - | ----- | ----- | ------ |
| 1    | République tchèque | 5   | 3 | 2 | 1 | 259 | 175 | 84   |  | République tchèque    |   | 72-76 | 82-36 | 105-63 |
| 2    | Slovaquie          | 5   | 3 | 2 | 1 | 202 | 191 | 11   |  | Slovaquie             | - |       | 64-80 | 62-39  |
| 3    | Ukraine            | 5   | 3 | 2 | 1 | 186 | 210 | -24  |  | Ukraine               | - | -     |       | 70-64  |
| 4    | Roumanie           | 3   | 3 | 0 | 3 | 166 | 237 | -71  |  | Roumanie              | - | -     | -     |        |

- Qualifié pour le 2e tour
- Reversé dans le groupe G

##### Groupe B
| Rang | Équipe   | Pts | J | G | P | Pp  | Pc  | Diff |  | Résultats (dom.\ext.) |   |       |       |       |
| ---- | -------- | --- | - | - | - | --- | --- | ---- |  | --------------------- | - | ----- | ----- | ----- |
| 1    | Lituanie | 6   | 3 | 3 | 0 | 221 | 172 | 49   |  | Lituanie              |   | 79-56 | 73-61 | 69-55 |
| 2    | Turquie  | 4   | 3 | 1 | 2 | 206 | 205 | 1    |  | Turquie               | - |       | 72-81 | 78-45 |
| 3    | Pologne  | 4   | 3 | 1 | 2 | 198 | 204 | -6   |  | Pologne               | - | -     |       | 56-59 |
| 4    | Italie   | 4   | 3 | 1 | 2 | 159 | 203 | -44  |  | Italie                | - | -     | -     |       |

- Qualifié pour le 2e tour
- Reversé dans le groupe G

##### Groupe C
| Rang | Équipe      | Pts | J | G | P | Pp  | Pc  | Diff |  | Résultats (dom.\ext.) |   |       |       |       |
| ---- | ----------- | --- | - | - | - | --- | --- | ---- |  | --------------------- | - | ----- | ----- | ----- |
| 1    | Russie      | 6   | 3 | 3 | 0 | 218 | 167 | 51   |  | Russie                |   | 82-66 | 67-50 | 69-51 |
| 2    | Espagne     | 5   | 3 | 2 | 1 | 233 | 194 | 39   |  | Espagne               | - |       | 97-57 | 70-55 |
| 3    | Bulgarie    | 4   | 3 | 1 | 2 | 176 | 226 | -50  |  | Bulgarie              | - | -     |       | 69-62 |
| 4    | Biélorussie | 3   | 3 | 0 | 3 | 168 | 208 | -40  |  | Biélorussie           | - | -     | -     |       |

- Qualifié pour le 2e tour
- Reversé dans le groupe G

##### Groupe D
| Rang | Équipe  | Pts | J | G | P | Pp  | Pc  | Diff |  | Résultats (dom.\ext.) |   |       |       |       |
| ---- | ------- | --- | - | - | - | --- | --- | ---- |  | --------------------- | - | ----- | ----- | ----- |
| 1    | France  | 6   | 3 | 3 | 0 | 251 | 152 | 99   |  | France                |   | 89-57 | 91-60 | 71-35 |
| 2    | Serbie  | 5   | 3 | 2 | 1 | 193 | 195 | -2   |  | Serbie                | - |       | 60-44 | 76-62 |
| 3    | Suède   | 4   | 3 | 1 | 2 | 173 | 200 | -27  |  | Suède                 | - | -     |       | 69-49 |
| 4    | Croatie | 3   | 3 | 0 | 3 | 146 | 216 | -70  |  | Croatie               | - | -     | -     |       |

- Qualifié pour le 2e tour
- Reversé dans le groupe G

#### Deuxième tour
Les 12 nations qualifiées du premier tour sont réparties en deux groupes de six : dans le groupe E les qualifiés des groupes A et B et dans le groupe F ceux des groupes C et D. Toutes les équipes jouent contre les qualifiés de la poule avec laquelle ils croisent, soit 3 matches. Le classement final de ces deux groupes prend en compte les rencontres du premier tour et du second tour. Les deux premiers sont qualifiés pour les demi-finales. Les troisièmes et quatrièmes disputent la 5e place dans un tournoi à 4, tout comme les cinquièmes et sixièmes disputent la 9e place.

##### Groupe E
| Rang | Équipe             | Pts | J | G | P | Pp  | Pc  | Diff |  | Résultats (dom.\ext.) |   |       |       |       |       |       |
| ---- | ------------------ | --- | - | - | - | --- | --- | ---- |  | --------------------- | - | ----- | ----- | ----- | ----- | ----- |
| 1    | Lituanie           | 10  | 5 | 5 | 0 | 347 | 282 | 65   |  | Lituanie              |   | 69-61 | 55-52 | 73-61 | 79-56 | 71-52 |
| 2    | République tchèque | 8   | 5 | 3 | 2 | 378 | 295 | 83   |  | République tchèque    | - |       | 72-76 | 91-58 | 72-56 | 82-36 |
| 3    | Slovaquie          | 7   | 5 | 2 | 3 | 310 | 321 | -11  |  | Slovaquie             | - | -     |       | 65-57 | 53-57 | 64-80 |
| 4    | Pologne            | 7   | 5 | 2 | 3 | 330 | 365 | -35  |  | Pologne               | - | -     | -     |       | 81-72 | 73-64 |
| 5    | Turquie            | 7   | 5 | 2 | 3 | 315 | 357 | -42  |  | Turquie               | - | -     | -     | -     |       | 74-72 |
| 6    | Ukraine            | 6   | 5 | 1 | 4 | 304 | 364 | -60  |  | Ukraine               | - | -     | -     | -     | -     |       |

- Qualification pour la phase finale
- Reversé en matches de classement (5e-8e)
- Reversé en matches de classement (9e-12e)

##### Groupe F
| Rang | Équipe   | Pts | J | G | P | Pp  | Pc  | Diff |  | Résultats (dom.\ext.) |   |       |       |       |       |       |
| ---- | -------- | --- | - | - | - | --- | --- | ---- |  | --------------------- | - | ----- | ----- | ----- | ----- | ----- |
| 1    | Russie   | 9   | 5 | 4 | 1 | 344 | 293 | 51   |  | Russie                |   | 65-57 | 82-66 | 74-55 | 56-65 | 67-50 |
| 2    | France   | 9   | 5 | 4 | 1 | 389 | 284 | 105  |  | France                | - |       | 62-58 | 89-57 | 91-60 | 90-44 |
| 3    | Espagne  | 8   | 5 | 3 | 2 | 378 | 334 | 44   |  | Espagne               | - | -     |       | 76-64 | 81-69 | 97-57 |
| 4    | Serbie   | 7   | 5 | 2 | 3 | 314 | 344 | -30  |  | Serbie                | - | -     | -     |       | 60-44 | 78-61 |
| 5    | Suède    | 7   | 5 | 2 | 3 | 311 | 348 | -37  |  | Suède                 | - | -     | -     | -     |       | 73-60 |
| 6    | Bulgarie | 5   | 5 | 0 | 5 | 272 | 405 | -133 |  | Bulgarie              | - | -     | -     | -     | -     |       |

- Qualification pour la phase finale
- Reversé en matches de classement (5e-8e)
- Reversé en matches de classement (9e-12e)

#### Tour de classement
Les derniers des quatre groupes du tour préliminaire disputent ce tour de classement. Les confrontations se font sous forme de matches aller-retour pour un total de 6 matches par équipe. Le classement de ce groupe détermine les places 13 à 16 du classement final du tournoi.

##### Groupe G
| Rang | Équipe      | Pts | J | G | P | Pp  | Pc  | Diff |  | Résultats (dom.\ext.) |   |       |       |       |
| ---- | ----------- | --- | - | - | - | --- | --- | ---- |  | --------------------- | - | ----- | ----- | ----- |
| 1    | Biélorussie | 6   | 3 | 3 | 0 | 212 | 188 | 24   |  | Biélorussie           |   | 62-58 | 77-69 | 73-61 |
| 2    | Italie      | 5   | 3 | 2 | 1 | 200 | 157 | 43   |  | Italie                | - |       | 69-54 | 73-41 |
| 3    | Roumanie    | 4   | 3 | 1 | 2 | 186 | 204 | -18  |  | Roumanie              | - | -     |       | 63-58 |
| 4    | Croatie     | 3   | 3 | 0 | 3 | 160 | 209 | -49  |  | Croatie               | - | -     | -     |       |

### Tournoi final
|  | Demi-finales       | Demi-finales       | Demi-finales | Demi-finales |                               |          | Finale | Finale | Finale | Finale |
|  |                    |                    |              |              |                               |          |        |        |        |        |
|  |                    |                    |              |              |                               |          |        |        |        |        |
|  | E1                 | Lituanie           | 68           | 68           |                               |          |        |        |        |        |
|  | E1                 | Lituanie           | 68           | 68           |                               |          |        |        |        |        |
|  | F2                 | France             | 45           | 45           |                               |          |        |        |        |        |
|  | F2                 | France             | 45           | 45           | Lituanie                      | Lituanie | 63     | 63     |        |        |
|  |                    |                    |              |              | Lituanie                      | Lituanie | 63     | 63     |        |        |
|  |                    |                    | Russie       | Russie       | 57                            | 57       |        |        |        |        |
|  | E2                 | Russie             | Russie       | Russie       | 57                            | 57       | 62     | 62     |        |        |
|  | E2                 | Russie             |              |              |                               |          |        | 62     |        |        |
|  | F1                 | République tchèque | 60           | 60           |                               |          |        |        |        |        |
|  | F1                 | République tchèque | 60           | 60           | Match pour la troisième place |          |        |        |        |        |
|  |                    |                    |              |              |                               |          |        |        |        |        |
|  |                    |                    |              |              |                               |          |        |        |        |        |
|  | France             | France             | 61           | 61           |                               |          |        |        |        |        |
|  | France             | France             | 61           | 61           |                               |          |        |        |        |        |
|  | République tchèque | République tchèque | 70           | 70           |                               |          |        |        |        |        |
|  | République tchèque | République tchèque | 70           | 70           |                               |          |        |        |        |        |

Source : FIBA

### Matches de classement

#### 5eà8eplace
|  | 5e à 8e place | 5e à 8e place | 5e à 8e place | 5e à 8e place |          |        | 5e place | 5e place | 5e place | 5e place |
|  |               |               |               |               |          |        |          |          |          |          |
|  |               |               |               |               |          |        |          |          |          |          |
|  | E3            | Slovaquie     | 67            | 67            |          |        |          |          |          |          |
|  | E3            | Slovaquie     | 67            | 67            |          |        |          |          |          |          |
|  | F4            | Serbie        | 68            | 68            |          |        |          |          |          |          |
|  | F4            | Serbie        | 68            | 68            | Serbie   | Serbie | 64       | 64       |          |          |
|  |               |               |               |               | Serbie   | Serbie | 64       | 64       |          |          |
|  |               |               | Espagne       | Espagne       | 69       | 69     |          |          |          |          |
|  | F3            | Espagne       | Espagne       | Espagne       | 69       | 69     | 77       | 77       |          |          |
|  | F3            | Espagne       |               |               |          |        |          | 77       |          |          |
|  | E4            | Pologne       | 62            | 62            |          |        |          |          |          |          |
|  | E4            | Pologne       | 62            | 62            | 7e place |        |          |          |          |          |
|  |               |               |               |               |          |        |          |          |          |          |
|  |               |               |               |               |          |        |          |          |          |          |
|  | Slovaquie     | Slovaquie     | 76            | 76            |          |        |          |          |          |          |
|  | Slovaquie     | Slovaquie     | 76            | 76            |          |        |          |          |          |          |
|  | Pologne       | Pologne       | 46            | 46            |          |        |          |          |          |          |
|  | Pologne       | Pologne       | 46            | 46            |          |        |          |          |          |          |

Source : FIBA

#### 9eà12eplace
|  | 9e à 12e place | 9e à 12e place | 9e à 12e place | 9e à 12e place |           |         | 9e place | 9e place | 9e place | 9e place |
|  |                |                |                |                |           |         |          |          |          |          |
|  |                |                |                |                |           |         |          |          |          |          |
|  | E5             | Turquie        | 87             | 87             |           |         |          |          |          |          |
|  | E5             | Turquie        | 87             | 87             |           |         |          |          |          |          |
|  | F6             | Bulgarie       | 57             | 57             |           |         |          |          |          |          |
|  | F6             | Bulgarie       | 57             | 57             | Turquie   | Turquie | 76       | 76       |          |          |
|  |                |                |                |                | Turquie   | Turquie | 76       | 76       |          |          |
|  |                |                | Suède          | Suède          | 67        | 67      |          |          |          |          |
|  | F5             | Suède          | Suède          | Suède          | 67        | 67      | 74       | 74       |          |          |
|  | F5             | Suède          |                |                |           |         |          | 74       |          |          |
|  | E6             | Ukraine        | 60             | 60             |           |         |          |          |          |          |
|  | E6             | Ukraine        | 60             | 60             | 11e place |         |          |          |          |          |
|  |                |                |                |                |           |         |          |          |          |          |
|  |                |                |                |                |           |         |          |          |          |          |
|  | Bulgarie       | Bulgarie       | 60             | 60             |           |         |          |          |          |          |
|  | Bulgarie       | Bulgarie       | 60             | 60             |           |         |          |          |          |          |
|  | Ukraine        | Ukraine        | 72             | 72             |           |         |          |          |          |          |
|  | Ukraine        | Ukraine        | 72             | 72             |           |         |          |          |          |          |

Source : FIBA

## Classement final
| Place                | Équipe             | Vict.-Déf. |           |
| Vainqueur            | Vainqueur          | Vainqueur  | Vainqueur |
| -------------------- | ------------------ | ---------- | --------- |
| 1                    | Lituanie           | 8 - 0      |           |
| Échec en finale      |                    |            |           |
| 2                    | Russie             | 6 - 2      |           |
| Échec en ½ finale    |                    |            |           |
| 3                    | République tchèque | 5 - 3      |           |
| 4                    | France             | 5 - 3      |           |
| Échec en ¼ de finale |                    |            |           |
| 5                    | Espagne            | 6 - 2      |           |
| 6                    | Serbie             | 4 - 4      |           |
| 7                    | Slovaquie          | 4 - 4      |           |
| 8                    | Pologne            | 2 - 6      |           |
| Échec en ⅛ de finale |                    |            |           |
| 9                    | Turquie            | 5 - 3      |           |
| 10                   | Suède              | 4 - 4      |           |
| 11                   | Ukraine            | 3 - 5      |           |
| 12                   | Bulgarie           | 1 - 7      |           |
| 13                   | Biélorussie        | 3 - 3      |           |
| 14                   | Italie             | 3 - 3      |           |
| 15                   | Roumanie           | 1 - 5      |           |
| 16                   | Croatie            | 0 - 6      |           |

## Leaders statistiques
Ces classements font état des cinq premières joueuses par catégorie statistique, classées par moyennes.
|   | Joueuse                | PPM  |
| - | ---------------------- | ---- |
| 1 | Ol'ha Mazničenko       | 21,9 |
| 2 | Aurimė Rinkevičiūtė    | 20,1 |
| 3 | Veronika Moravčíková   | 19,1 |
| 4 | Cleopatra Forsman Goga | 18,1 |
| 5 | Olivia Tomiałowicz     | 17,5 |

|   | Joueuse                | RPM  |
| - | ---------------------- | ---- |
| 1 | Giedrė Paugaitė        | 13,1 |
| 2 | Tuğçe Canıtez          | 12,4 |
| 3 | Klaudia Lukačovičová   | 12,0 |
| 4 | Sara Krnjić            | 11,1 |
| 5 | Cleopatra Forsman Goga | 10,6 |

|   | Joueuse             | PDPM |
| - | ------------------- | ---- |
| 1 | Stefanie Yderström  | 4,6  |
| 2 | Özge Yavaş          | 4,3  |
| 3 | Barbora Novocká     | 4,0  |
| - | Aurimė Rinkevičiūtė | 4,0  |
| - | Marina Solopova     | 3,0  |
| - | Stanislava Staňková | 3,0  |

|   | Joueuse              | CPM |
| - | -------------------- | --- |
| 1 | Giedrė Paugaitė      | 3,4 |
| 2 | Maryia Filonchyk     | 2,8 |
| 3 | Diandra Tchatchouang | 2,0 |
| 4 | Tina Jovanović       | 1,9 |
| 5 | Mia Carapina         | 1,7 |

|   | Joueuse         | IPM |
| - | --------------- | --- |
| 1 | Barbora Novocká | 5,0 |
| 2 | Cristina Ouviña | 3,6 |
| 3 | Bianca Barbu    | 3,3 |
| 4 | Alice Quarta    | 3,2 |
| 5 | Alina Chivu     | 3,0 |

## Récompenses
- MVP de la compétition (meilleure joueuse) :  Aurimė Rinkevičiūtė[1]

- Meilleur cinq de la compétition:
  -  Aurimė Rinkevičiūtė
  -  Kateřina Bartoňová
  -  Cleopatra Forsman Goga
  -  Anastasia Logounova
  -  Diandra Tchatchouang

## Sources et références
1. ↑  RINKEVICIUTE named MVP,